# HMS Duke of York (17)
HMS Duke of York var ett slagskepp av King George V-klass som tjänstgjorde i Royal Navy. Fartyget kölsträcktes i maj 1937, byggdes av John Brown and Company i Clydebank, Skottland, och togs i bruk den 4 november 1941.
I mitten av december 1941 förde Duke of York premiärminister Winston Churchill till USA för att träffa president Franklin D. Roosevelt. Resan över havet var grov till och med för Nordatlanten, Churchill skrev till sin fru: "Att vara i ett fartyg i sådant väder som detta är som att vara i ett fängelse, med en extra chans att drunkna". Mellan mars och september 1942 deltog Duke of York som konvojeskort, bland annat som flaggskepp för den tunga skyddsstyrkan för konvoj PQ 17, men i oktober skickades hon till Gibraltar där hon blev flaggskepp för Styrka H.
I oktober 1942 deltog Duke of York i den allierade invasionen av Nordafrika, men såg ingen strid eftersom hon bara behövde skydda de medföljande hangarfartygen. Duke of York stoppade det portugisiska fartyget Gil Eannes den 1 november 1942 och arresterade spionen Gastão de Freitas Ferraz. Britterna hade lyckats lyssna på radiotrafik som tydde på marint spionage, vilket möjligen kunde äventyra sekretessen för den kommande Operation Torch.
Efter Operation Torch deltog Duke of York i Operation Camera och Governor, som var avledningsoperationer som syftade till att dra bort tyskarnas uppmärksamhet från Operation Husky, invasionen av Sicilien. Den 4 oktober opererade Duke of York tillsammans med sitt systerfartyg Anson för att täcka en styrka av allierade kryssare och jagare och det amerikanska hangarfartyget Ranger under Operation Leader, som angrep tysk sjöfart utanför Norge. Attacken sänkte fyra handelsfartyg och skadade ytterligare sju.
Den 26 december 1943 ingick Duke of York i en insatsstyrka som mötte det tyska slagskeppet Scharnhorst utanför Nordkap. Under den strid som följde träffade Scharnhorst Duke of York två gånger utan att orsaka någon skada, men träffades själv av flera av Duke of Yorks 35,6 cm granater, vilket förstörde ett av hennes torn och ett pannrum. Efter att tillfälligt ha undkommit Duke of Yorks tunga eldgivning träffades Scharnhorst flera gånger av torpeder, vilket gjorde att Duke of York återigen kunde öppna eld, vilket bidrog till att Scharnhorst slutligen sjönk efter en strid som varade i tio och en halv timme.
1945 tilldelades Duke of York den brittiska Stillahavsflottan som dess flaggskepp, men drabbades av mekaniska problem på Malta, vilket gjorde att hon inte kom fram i tid för att delta i någon insats innan Japan kapitulerade.
Efter kriget förblev Duke of York aktivt tills det placerades i reserv i november 1951. Hon skrotades slutligen 1957.

## Konstruktion
Efter första världskriget utarbetades Washingtonfördraget 1922 för att försöka stoppa en kapprustning mellan Storbritannien, Japan, Frankrike, Italien och USA. Detta fördrag begränsade antalet fartyg som varje nation fick bygga och satte ett tak för deplacementet av kryssare och slagskepp på 36 000 ton. 1930 förlängdes dessa restriktioner genom Londonfördraget, men i mitten av 1930-talet hade Japan och Italien dragit sig ur båda dessa fördrag och britterna blev oroliga över bristen på moderna slagskepp i Royal Navy. Amiralitetet beordrade därför byggandet av en ny slagskeppsklass: King George V-klassen. På grund av bestämmelserna i både Washington- och Londonfördraget, som båda fortfarande var i kraft när klassens första fartyg King George V konstruerades, begränsades klassens huvudartilleri till 35,6 cm kanoner. De var de enda slagskepp som byggdes vid den tiden som följde fördraget och även om det snart blev uppenbart för britterna att de andra signatärerna av fördraget ignorerade dess krav, var det för sent att ändra klassens utformning innan de kölsträcktes 1937.
Duke of York var det tredje fartyget i King George V-klassen och byggdes vid John Brown & Companys varv i Clydebank, Skottland, den 5 maj 1937. Titeln hertig av York var vid denna tidpunkt inte längre giltig, eftersom den hade innehades av kung George VI före hans tronföljd i december 1936. Slagskeppet sjösattes den 28 februari 1940 och färdigställdes den 4 november 1941 och anslöt sig till hemmaflottan i Scapa Flow.

## Beskrivning
Duke of York hade ett deplacement på mellan 37 316 och 42 751 ton, en total längd på 225,6 meter, en bredd på 31,4 meter och ett djupgående på 8,8 meter. Den metacentriska höjden var 1,85 meter vid normal last och 2,46 meter vid fullast.
Fartyget drevs av växlade Parsonturbiner som drev fyra propelleraxlar. Ångan kom från åtta Admirality vattenrörspannor med tre trummor som normalt levererade 100 000 shp (75 000 kW), men som kunde leverera 110 000 shp (82 000 kW) vid överbelastning i nödsituationer. Detta gav Duke of York en topphastighet på 28 knop (52 km/h). Fartyget hade 3 800 ton brännolja ombord, vilket senare ökades till 4 100 ton. Hon hade också 186 ton dieselolja och 440 ton färskvatten ombord. Vid full fart hade Duke of York en räckvidd på 3 100 nautiska mil (5 700 km) vid 27 knop (50 km/h).

### Bestyckning
Duke of York hade 10 stycken BL 35,6 cm Mk VII-kanoner, som var monterade i ett Mark II-dubbeltorn i fören och två Mark III-fyrdubbla torn, ett i fören och ett i aktern. Kanonerna kunde höjas 40 grader och sänkas 3 grader. Tornet "A" kunde vridas 286 grader, medan tornen "B" och "Y" båda kunde vridas 270 grader. En full bredsida vägde 7 230 kg och en salva kunde avfyras var 40:e sekund. Den sekundära beväpningen bestod av 16 stycken QF 13,3 cm Mk I-allmålskanoner som var monterade i åtta dubbeltorn. Mk I-kanonernas maximala räckvidd var 22 010 meter vid 45 graders höjd, luftvärnstaket var 14 935,2 meter. Kanonerna kunde höjas till 70 grader och sänkas till 5 grader. Den normala eldhastigheten var tio till tolv skott per minut, men i praktiken kunde kanonerna bara avfyra sju till åtta skott per minut.
Tillsammans med sina huvud- och sekundärbatterier hade Duke of York 48 stycken QF 2 40 mm Mk.VIII "pom-pom" luftvärnskanoner monterade på eldrivna fästen. Dessa kompletterades av sex 20 mm Oerlikon lätta automatkanoner i handdrivna enkelfästen.

## Tjänstgöring

### Andra världskriget

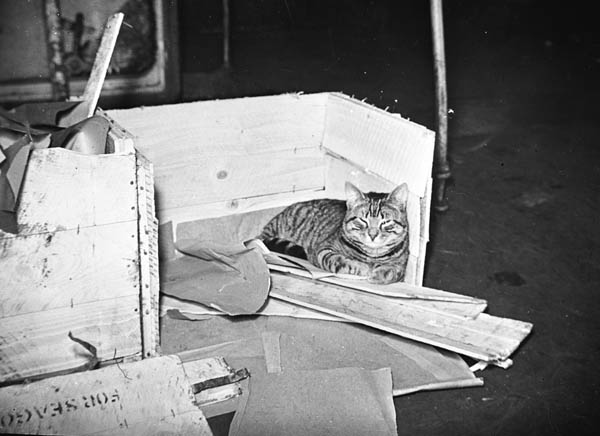
Whisky, fartygets katt

I mitten av december 1941 transporterade Duke of York premiärminister Winston Churchill till USA för en konferens med president Franklin D. Roosevelt. Hon anlände till Annapolis, Maryland, den 22 december 1941, gjorde en testkryssning till Bermuda i januari 1942 och seglade till Scapa Flow den 17 januari medan Churchill återvände hem med flyg.
Den 1 mars 1942 eskorterade hon konvoj PQ 12 tillsammans med slagkryssaren Renown, kryssaren Kenya och sex jagare. Den 6 mars förstärktes den styrkan med Duke of Yorks systerfartyg King George V och hangarfartyget Victorious, den tunga kryssaren Berwick och sex jagare till följd av amiral John Toveys oro för att slagskeppet Tirpitz skulle kunna försöka attackera konvojen. Den 6 mars gick det tyska slagskeppet till sjöss och siktades av en brittisk ubåt omkring kl. 19.40. Ingen kontakt skedde dock, förutom en misslyckad torpedattack från flygplan från Victorious.

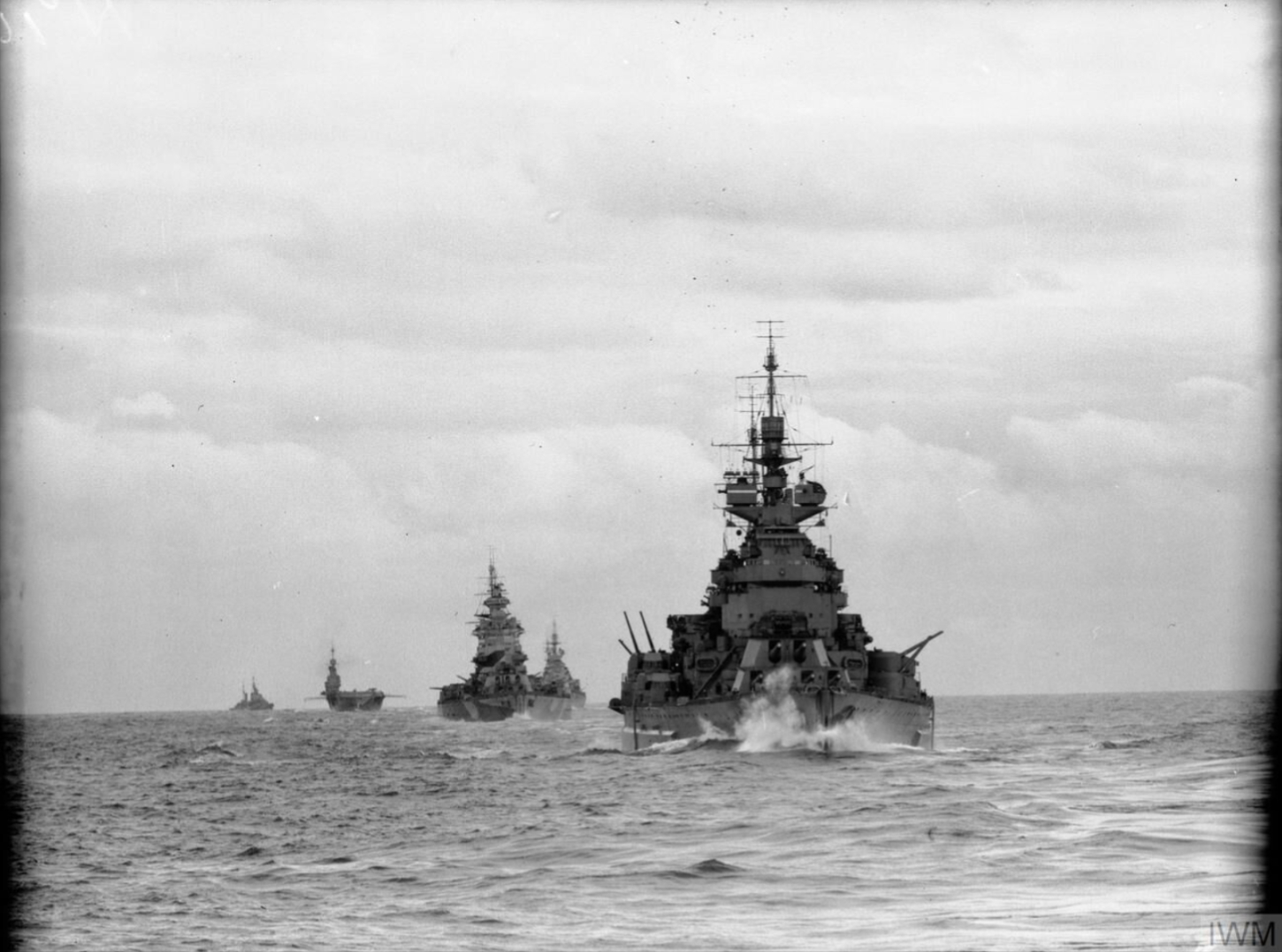
Duke Of York leder Nelson, Renown, Formidable, and Argonaut under den allierade ockupationen av Franska Nordafrika

Senare samma månad bildades konvoj PQ 13 och Duke of York ingick återigen i eskorten. I början av april utgjorde Duke of York, King George V och hangarfartyget Victorious kärnan i en stödstyrka som patrullerade mellan Island och Norge för att skydda flera konvojer till Sovjetunionen. I slutet av april, när King George V av misstag rammade och sänkte jagaren Punjabi i tät dimma och fick betydande bogskador, skickades Duke of York för att avlösa henne. Hon fortsatte att tjänstgöra i området fram till maj, då hon fick sällskap av det amerikanska slagskeppet USS Washington. I mitten av september eskorterade Duke of York konvoj QP 14.
I oktober 1942 skickades Duke of York till Gibraltar som det nya flaggskeppet för Styrka H och stödde de allierades landstigningar i Nordafrika månaden därpå. Under denna tid utsattes Duke of York för flygattacker från italienska flygplan vid flera tillfällen, men attackerna kunde snabbt avvärjas med hjälp av det "paraply" som tillhandahölls av flygplanen från de medföljande hangarfartygen Victorious, Formidable och Furious. Efter denna insats återvände Duke of York till Storbritannien för en ombyggnad.
Efter renoveringen var avslutad återfick Duke of York sin status som flaggskepp från och med den 14 maj 1943 i väntan på att King George V och Howe skulle delta i Operation Husky, den allierade invasionen av Sicilien. Operation Gearbox i juni 1943 innebar att Duke of York och Anson, tillsammans med de amerikanska slagskeppen USS Alabama och South Dakota, svepte fram för att på avstånd skydda mindre operationer i Spetsbergen och Kolaviken, medan man under den följande månaden genomförde avledningsoperationer med kodnamnen "Camera" och "Governor of Norway" för att dra bort tyskarnas uppmärksamhet från Operation Husky. Den 4 oktober täckte Duke of York och Anson en styrka av allierade kryssare och jagare samt det amerikanska hangarfartyget USS Ranger under Operation Leader, som gjorde räder mot tysk sjöfart utanför Norge. Attacken resulterade i att fyra tyska handelsfartyg sänktes och sju andra skadades, vilket tvingade många av dem att gå på grund.

#### Sänkandet avScharnhorst
1943 flyttades det tyska slagskeppet Scharnhorst till Norge, där det kunde hota de arktiska konvojerna till Ryssland. Med Tirpitz i de norska fjordarna var det nödvändigt för Royal Navy att tillhandahålla tung eskort för konvojer mellan Storbritannien och Ryssland. En av dessa siktades av tyskarna i början av december 1943, och allierade underrättelsetjänster drog slutsatsen att den följande konvojen, konvoj JW 55B, skulle attackeras av de tyska ytfartygen. Två styrkor (styrka 1 och 2) fick i uppdrag att ge distansskydd åt JW 55B, som hade lämnat Loch Ewe den 22 december. Den 25 december 1943 rapporterades Scharnhorst till sjöss, eskorterad av fem jagare av Narvik-klass (Z-29, Z-30, Z-33, Z-34 och Z-38). Styrka 1, bestående av den tunga County-klass kryssaren Norfolk och de lätta Town-klass kryssarna Belfast och Sheffield, fick kontakt strax efter kl. 09.00 den 26 december. En kort eldstrid följde, utan skador för Styrka 1, men två träffar från en kryssares kanoner på Scharnhorst resulterade i att hennes eldledningssystem förstördes. I det försämrade vädret och utan möjlighet att effektivt styra sin eld kunde Scharnhorst inte utnyttja sina kanoners längre räckvidd och kaliber. Scharnhorst fruktade att hon befann sig i en skottduell med ett slagskepp och vände bort och flydde från sina förföljare. Hon hann återigen ifrån Styrka 1 efter en andra kort skärmytsling vid middagstid som inte skadade Scharnhorst ytterligare, men som resulterade i träffar på Norfolk som satte ett huvudbatteritorn och hennes radar ur funktion. Konteramiral Erich Bey, som befann sig ombord på Scharnhorst, och som redan hade spridit ut sina jagare för att självständigt söka efter konvoj JW 55B, beslutade att låta Scharnhorst återvända till hamnen i Altafjorden, Norge.

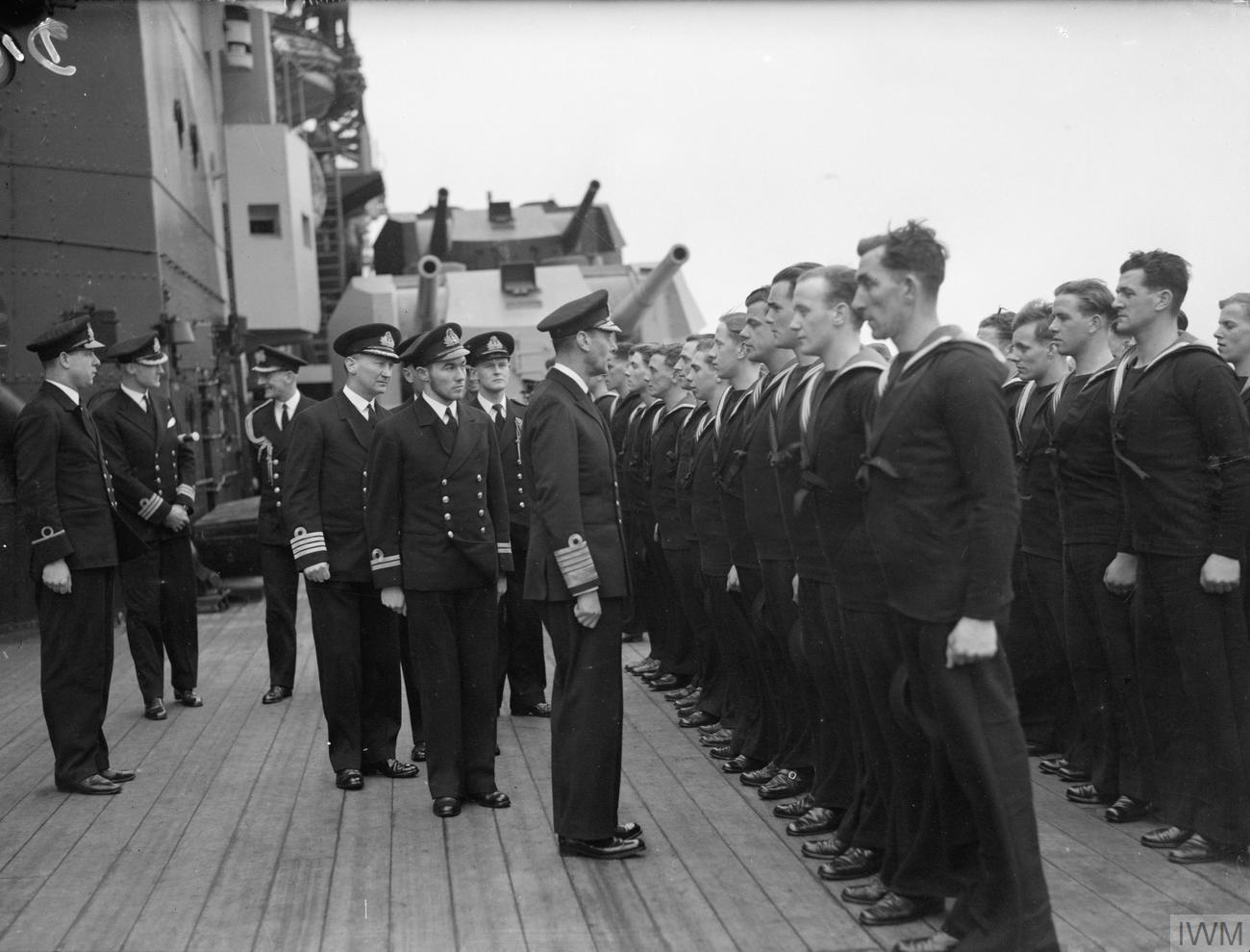
Kung George VI och amiral Bruce Fraser ombord på Duke of York i Scapa Flow, augusti 1943

Under tiden närmade sig Styrka 2, bestående av Duke of York, den lätta Crown Colony-klass kryssaren Jamaica och fyra jagare (Saumarez, Savage och Scorpion i S-klassen samt den norska jagaren Stord), och det beräknades att en nattlig aktion mot Scharnhorst skulle inledas omkring 17.15. Men Scharnhorst ändrade kurs och Belfast återfick radarkontakt. Duke of York fick sin första radarkontakt kl. 16.17, på ett avstånd av 41 600 meter, och Styrka 2 började positionera sig för att möjliggöra beskjutning med deras bredsidor. Belfast avfyrade lysgranater kl. 1648 för att belysa Scharnhorst, följt av ytterligare en lysgranat från en av Duke of Yorks 13,3 cm kanoner, vilket överraskade Scharnhorst som hade sitt huvudbatteri riktat framåt och akterut. Vid 16:50 hade Duke of York närmat sig till mindre än 11 000 meter och öppnade eld med en full bredsida med sina 10 stycken 35,6 cm kanoner och fick en träff. Trots att Scharnhorst befann sig under tung eldgivning, träffade Scharnhorst Duke of York två gånger. En 28,3 cm granat gick igenom huvudmasten och dess babords ben utan att detonera, men fragment från träffen förstörde kabeln till sökradarn. En 15,5 cm granat genomborrade också förmastens babords stag utan att explodera. Vid 16:55 förstörde en 35,6 cm granat från Duke of York Scharnhorsts främre huvudbatteritorn "Anton" och "Bruno", men hon behöll farten så att avståndet 18:24 hade ökat till 19 600 meter, då Duke of York upphörde att skjuta efter att ha avlossat totalt 52 bredsidor. En granat från de sista salvorna genomborrade dock Scharnhorsts pansarbälte och förstörde ett av hennes pannrum, vilket saktade ner fartyget och gjorde det möjligt för de efterföljande brittiska jagarna att hinna ikapp henne.
Styrka 2:s jagare attackerade 18:50 med 28 stycken torpeder, varav fyra träffade. Detta saktade ner Scharnhorst ytterligare, och klockan 19:01 öppnade Duke of York och Jamaica återigen eld, på ett avstånd av 9 500 meter. Klockan 19:15 började även Belfast beskjuta Scharnhorst, och både Belfast och Jamaica avfyrade sina återstående torpeder. Minst tio 35,6 cm granater hade redan träffat det tyska slagskeppet, vilket orsakade bränder och explosioner och förstörde större delen av de sekundära batterierna. År 1916 hade alla tre 28,3 cm huvudkanontorn ombord på Scharnhorst slutat skjuta, och hennes hastighet hade minskat till 10 knop (19 km/h). Duke of York upphörde att skjuta klockan 19:30 för att låta sina eskorterande kryssare och jagare närma sig Scharnhorst. I slutskedet av slaget avfyrade jagarna Matchless, Musketeer, Opportune och Virago sammanlagt 19 torpeder mot Scharnhorst, vilket ledde till att hon fick en kraftig slagsida åt babord, och klockan 19:45 kapsejsade och sjönk Scharnhorst snabbt efter att slaget hade varat totalt i tio och en halv timme, och tog med sig 1 932 man i djupet (endast 36 överlevde). Efter att hon sjunkit, och efter att de flesta av de återstående tyska tunga örlogsfartygen dragit sig tillbaka från Norge, minskade behovet av att upprätthålla kraftfulla ytstyrkor i brittiska hemmavatten.

#### Senare operationer

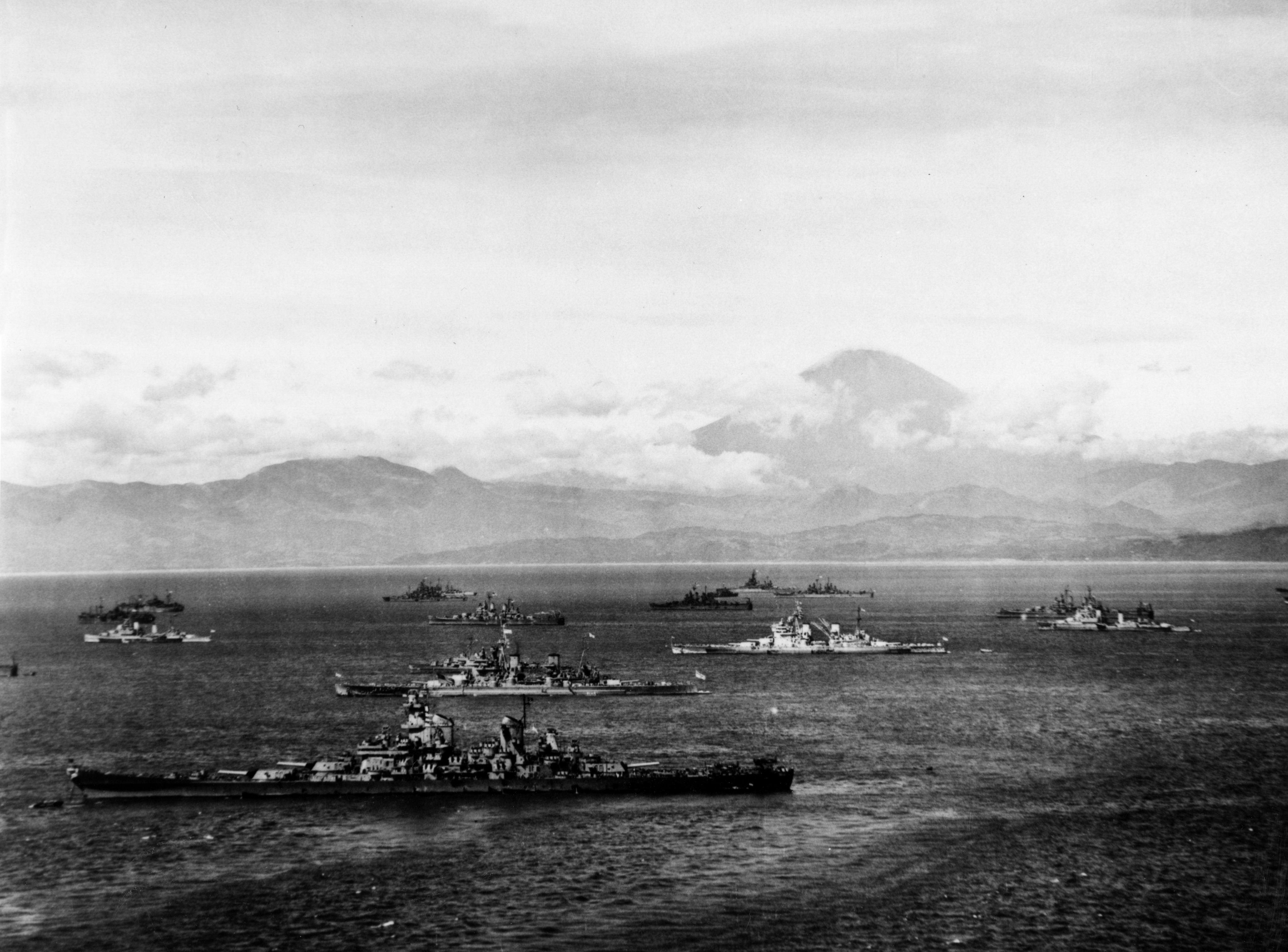
Örlogsfartyg från den amerikanska tredje flottan och den brittiska Stillahavsflottan i Tokyobukten den 28 augusti 1945. Duke of York ligger näst längst fram i förgrunden. Fuji kan ses i bakgrunden.

Den 29 mars 1944 lämnade Duke of York och huvuddelen av hemmaflottan Scapa Flow för att utgöra en stödstyrka för konvoj JW 58. Fartyget opererade i Arktis och som skydd för de hangarfartyg som genomförde luftangrepp mot Tirpitz i mitten och slutet av augusti. I september, när hon renoverades och delvis moderniserades i Liverpool, lades radarutrustning och ytterligare luftvärnskanoner till. Hon beordrades sedan att ansluta sig till den brittiska Stillahavsflottan och seglade i sällskap med sitt systerskepp Anson den 25 april 1945. Ett problem med fartygets elektriska utrustning fördröjde henne medan hon var på Malta och som ett resultat av detta nådde hon inte Sydney förrän den 29 juli, då det var för sent för henne att delta i fientligheterna mot japanerna.
I början av augusti tilldelades Duke of York ändå Insatsstyrka 37, tillsammans med fyra hangarfartyg och hennes systerfartyg King George V. Från och med den 9 augusti genomförde Styrka 37 och tre amerikanska hangarfartygsstyrkor en rad flygräder mot Japan, som pågick fram till den 15 augusti, då kapitulationen trädde i kraft. Efter att fientligheterna hade avslutats deltog Duke of York, tillsammans med King George V, i kapitulationsceremonierna som ägde rum i Tokyobukten. Följande månad seglade Duke of York till Hongkong för att ansluta sig till den flotta som samlades där för att acceptera kapitulationen av den japanska garnisonen. Hon var flaggskepp för den brittiska Stillahavsflottan när japanerna kapitulerade och förblev det fram till juni 1946, då hon återvände till Plymouth för en översyn.

### Efterkrigstiden
Duke of York fortsatte som flaggskepp för hemmaflottan efter krigsslutet och var i aktiv tjänst fram till april 1949. Hon placerades i reserv i november 1951 och den 18 maj 1957 såldes hon som skrot. Hon skrotades av Shipbreaking Industries, Ltd i Faslane. Fartygets klocka bevarades och gavs till Duke of York School (numera omdöpt till Lenana School) i Nairobi, Kenya.

## Ombyggnader
Under sin tjänstgöringstid byggdes Duke of York om vid flera tillfällen för att uppgradera sin utrustning. Nedan följer datum och uppgifter om de genomförda ombyggnaderna.
| Datum                       | Plats     | Beskrivning |
| --------------------------- | --------- | --- |
| April 1942                  | Rosyth    | 8 x enkelmonterade Oerlikon 20 mm kanoner tillagda. |
| December 1942 – mars 1943   | Rosyth    | 14 x enkelmonterade 20 mm kanoner tillagda. |
| Tidigt 1944                 |           | 2 x enkelmonterade 20 mm kanoner borttagna, 2 x dubbelmonterade 20 mm kanoner tillagda. |
| September 1944 – April 1945 | Liverpool | 2 x fyrdubbelt monterade Bofors 40 mm, 2 x oktupelt monterade 40 mm "pom-pom", 6 x fyrdubbelt monterade "pom-pom" och 14 x dubbelmonterade 20 mm kanoner tillagda. 18 x enkelmonterade 20 mm kanoner samt flygplansfaciliteter borttagna. |
| 1946                        |           | 4 x fyrdubbelt monterade 40 mm "pom-pom" kanoner tillagda, 25 x enkelmonterade 20 mm kanoner borttagna. |